# Грб Индонезије
Грб Индонезије је званични хералдички симбол државе Република Индонезија. Грб има облик амблема са мотивом велике златне митске птице - гаруде и штитом који приказује Панчашилу, пет начела индонежанске националне филозофије. Грб је усвојен 11. фебруара 1950. године.
Грб је дизајнирао султан Хамид II од Понтијанака, шеф Одбора за државни грб. Изглед грба одобрио је председник Индонезије, Ахмед Сукарно.

## Опис грба
Главни мотив грба је велика митска птица Гаруда. Гаруда је заступљена у хиндуистичкој и будистичкој митологији. Онда подсећа на стара хиндуистичка краљевства из претколонијалног раздобља Индонезије. Индонезија се сматра њиховом државном наследницом. Број пера одговара 17. августу 1945, дану који се службено слави као Дан независности Индонезије. На оба крила налази се укупно 17 пера, на репу 8, на почетку репа 19 и на врату 45 њих.
На прсима птице стоји штит на којем је приказано пет симбола филозофије Панчашила. У средини штита стоји златна звезда на црном пољу. Она је симбол првог начела Панчашиле, вере у једно врховно биће, односно бога. У доњем десном пољу црвене боје, налази се златни ланац. Он је симбол другог начела, повезаности целог човечанства. У горњем десном пољу беле боје, стоји банјан дрво. Оно је симбол трећег начела, јединства Индонезије. Дрво као такво поседује много грања и корења и по томе је истоветно Индонезији, која је дом многих различитих народа и култура. У горњем левом пољу приказана је глава јаванског дивљег бика. Она представља четврто начело, демократију на темељу поштеног договора између свих страна. Од животиња је био одабран бик, јер представља народну животињу. У доњем левом пољу налазе се пшеница и памук. Они су симбол петог начела, социјалне правде. Такође представљају и основне намирнице за живот.
Гаруда у канџама држи белу траку са државним геслом „Јединство у различитости“ („Bhinneka Tunggal Ika“).